# 단생강
단생강(單生綱) 또는 단생흡충강(單生吸蟲綱)은 편형동물에 속하는 강으로 그 강에 속하는 동물은 흔히 물고기의 아가미나 피부에서 산다. 그들은 보통 물고기에 기생하나 가끔 변온동물의 방광나 항문에 기생하기도 한다. 이 강에 속하는 동물들은 상대적으로 기생과정이 복잡하지 않으며 중간숙주가 없는 것이 특징이다. 개구리쌍고흡충과 완전다구흡충, 일본쌍자흡충, 한국방패흡충, 중국방패흡충 등을 포함하고 있다.

## 하위 분류
이 강에는 2개 아강으로 이루어져 있다.
- Monopisthocotylea
  - Capsalidea
  - Dactylogyridea
  - Gyrodactylidea
  - Monocotylidea
  - Montchadskyellidea
- 다구흡충아강 (Polyopisthocotylea)
  - Chimaericolidea
  - Diclybothriidea
  - Mazocraeidea
  - Polystomatidea